# Wolfenstein: The New Order
Pour un article plus général, voir Wolfenstein (série de jeux vidéo).
Wolfenstein: The New Order est un jeu de tir à la première personne sorti le 20 mai 2014, développé par MachineGames et édité par Bethesda Softworks. Il utilise également le moteur de jeu id Tech 5 conçu par id Software.
L'action de Wolfenstein: The New Order se déroule en Europe dans les années 1960, dans un univers uchronique où les Nazis ont remporté la Seconde Guerre mondiale et conquis le monde entier. Le joueur incarne un ancien soldat américain nommé William « B.J. » Blazkowicz qui, avec le soutien d'un groupe de résistants, se donne pour mission de renverser le régime nazi.
À sa sortie, Wolfenstein: The New Order a reçu des critiques généralement positives et un succès commercial.  
Wolfenstein: The New Order sera suivi de sa préquelle : Wolfenstein: The Old Blood (2015).

## Trame

### Univers
L'univers prend place dans une uchronie d'un monde parallèle où l'Allemagne Nazie a gagné la Seconde Guerre mondiale.
Le Da'at Yichud est une société secrète très ancienne qui développe sans cesse de nouvelles technologies et ce depuis des siècles, au point où leur technologie dépasse celle de l'époque contemporaine de plusieurs centaines d'années. Leurs découvertes sont gardées secrètes du reste du monde, mais ils ne cherchent en aucun cas à utiliser leur technologie pour quelque usage que ce soit, seulement dans le but de continuer à progresser et à comprendre et communiquer avec Dieu par la raison plutôt que par les croyances religieuses.
Jusqu'au jour où, pendant la Seconde Guerre mondiale, une section SS des projets spéciaux, dirigée par le général Wilhelm « Totenkopf » Strasse (dit le Boucher), met la main sur une des caches des Da'at Yichud. À l'aide des secrets qu'elle renfermait, les SS ont développé des armes qui ont permis d'avoir une très grosse avance technologique par rapport aux Alliés. En 1946, les Nazis ont créé la bombe atomique, mettant fin à la guerre et à l'établissement d'un Nouvel Ordre mondial Nazi. En 1960, plus d'une décennie après la fin de la guerre, les Nazis continuent leurs recherches et leurs développements sur la technologie Da'at Yichud. Ils ont développé de nouvelles armes, tel le LaserKraftWerk, une toute nouvelle puissante arme passée sur l'énergie, ou bien encore des super-soldats ainsi que des robots. Ils ont même une base lunaire vers laquelle ils peuvent facilement voyager et où ils peuvent garder leurs secrets bien en sécurité.

### Histoire
En 1946, Blazkowicz et un groupe de soldats alliés lancent un assaut désespéré contre le château du général Strasse pour arrêter la production d'armes avancées qui peut mener les forces alliées à la perte de la Seconde Guerre mondiale. Ayant presque réussi la mission, Blazkowicz échoue à détruire le complexe et tous les soldats alliés sont massacrés par les forces de défense allemandes. L'échec de la mission provoque la chute des Alliés et la victoire des nazis de la Seconde Guerre mondiale. Plus tard, en 1960, les nazis dominent la planète, le vétéran américain B. J. Blazkowicz se réveille, dans un asile, d'un coma découlant d'une blessure reçue lors d'une de ses missions passées. Il doit retourner la situation en s'attaquant aux forteresses et aux super-armes des nazis.

### Personnages
- Agent William Joseph « B.J. » Blazkowicz : Personnage principal du jeu. En 1946, il prend part à l'assaut de la forteresse du général Strasse. Blessé, il tombe dans le coma durant 14 ans.
- Anya Oliwa : Infirmière polonaise qui travaillait dans un asile tenu par ses parents. Après l’assassinat de ces derniers par les nazis, elle sera sauvée par Blazkowicz.
- Irene Engel (information trouvée sur le site officiel de Wolfenstein) : Second antagoniste du jeu. Elle est la commandante du camp de travail de Belica en Croatie.
- Wilhelm Strasse : Également surnommé « Le Boucher ». C'est l'antagoniste principal durant tout le jeu. Chef de la section SS des projets spéciaux, c'est notamment lui qui a permis aux Nazis de gagner la Seconde Guerre mondiale grâce à ses inventions comme le super-soldat ou les Panzerhunds (sorte de chiens mécaniques géants). En 1960, il est Ministre des Projets Avancés.
- Bubi : Antagoniste mineur du jeu. Il est le compagnon de Engel.
- Fergus Reid (peut être sauvé par le joueur, si ce dernier n'a pas choisi de sauver Wyatt) : Né en 1907 dans les Highlands d'Écosse, Fergus Reid a connu une vie relativement difficile ce qui lui a donné un sens plutôt cynique et sarcastique de la vie. Dans les années 1930, il trouve un travail dans la marine marchande mais la grande dépression a mis un terme à ses projets. Ce n'est qu'après avoir bu un certain nombre de verres qu'il s'engagea malgré lui dans la Royal Air Force.
- Soldat Probst Wyatt III (peut être sauvé par le joueur, si ce dernier n'a pas choisi de sauver Fergus) : Né en 1928 aux États-Unis, Wyatt a d'abord étudié à l'université Harvard avant de s'engager dans les troupes aéroportées.
- Friedrich Keller : Officier nazi qui ordonna l'exécution de tous les patients mentaux dans l’hôpital appartenant aux parents d'Anya Oliwa.
- The Knife: Officier nazi travaillant dans le camp Belica. Il torture les prisonniers avec des couteaux pour le plaisir et pour obtenir aussi des informations.
- Caroline Becker : Chef du Kreisau Circle. Elle a survécu lors de sa dernière confrontation avec le général Strasse.
- J (disponible si on a choisi de sauver Wyatt) : Membre du cercle de Kreisau. Afro-américain, on sait de lui qu'il joue de la guitare. Ce personnage est très fortement inspiré de Jimi Hendrix, et d'ailleurs, à certains moments, il joue certaines de ses musiques.
- Tekla (disponible si on a choisi de sauver Fergus) : Membre du Cercle de Kreisau. Tekla est une jeune femme obsédée par les calculs mathématiques et les équations. Voyant des possibilités et des connexions partout, sa chambre est remplie de feuilles de calculs. Elle est inspirée du scientifique Nikola Tesla.

## Système de jeu

### Généralités
Le joueur dispose deux niveaux énergie de 100 % : une pour la santé et l’autre pour l’armure. Il peut également débloquer des compétences en fonction de sa façon de jouer. 
À noter que le joueur peut faire le choix de sauver Fergus ou Wyatt de Strasse au début du jeu, mais ce choix n’impactera pas le scénario du jeu : s'il choisit de sauver Fergus, il devra trouver des petites statues qui permettent d'augmenter votre niveau de santé. S'il choisit de sauver Wyatt : vous devrez trouver des petites statues qui permettent d'augmenter votre niveau d’armure.

### Armes
- Le Couteau de combat (le joueur peut prendre plusieurs couteaux pour faire des coups plus rapides et en lancer sur les Nazis, et en garder un pour le corps à corps)
- Le Pistolet de 1946, qui est calqué sur un Luger P08, un silencieux peut être monté sur cette arme
- Le Pistolet mitrailleur, qui est calqué sur le Thompson et qui est seulement utilisable dans la première mission en 1946
- Le Fusil d'assaut de 1946, qui est calqué sur le Stg 44, peut être manié en double si le joueur trouve un autre exemplaire de cette arme
- Le pistolet de 1960, qui ressemble également à un Luger, mais avec un design plus « futuriste » et capable de tirer des rafales de 3 coups à l'instar d'un Beretta 93R. Il est également possible de monter un silencieux dessus.
- Le fusil d'assaut de 1960, dont l'apparence rappelle celle du fusil G3 et aussi celle du Stg 44, peut monter un lance-grenades intégré plus tard dans le jeu
- Le fusil de précision, qui ressemble au fusil SCAR, peut, dans son tir secondaire, activer des canons à plasma
- Le fusil à double canon (utilisé qu'à de rares moments dans le jeu, et apparaissant notamment pendant la mission à l'asile en 1960)
- Le fusil automatique, basé esthétiquement sur le Benelli M4 Super 90, tire automatiquement des chevrotines et semble moins précis que le fusil à double canon
- La grenade explosive à main de 1946, qui est calquée sur la Stielhandgranate, peut être lancée directement avec une touche (comme dans Halo ou les Call of Duty) ou en être équipée pour en lancer plusieurs (comme dans half-life et les premiers jeux Medal of Honor)
- La grenade à main Tesla, qui peut provoquer des dysfonctionnements aux machines des Nazis et créer des diversions

## Développement
Après la fondation du développeur MachineGames, les employés ont commencé à réfléchir à des idées et à les présenter aux éditeurs. En juin 2009, le propriétaire de MachineGames, ZeniMax Media, a acquis id Software et tous ses biens, y compris Doom, Quake et Wolfenstein. Bethesda Softworks, qui avait précédemment refusé un pitch de MachineGames, a suggéré qu'ils développent un nouveau jeu à partir d'une franchise acquise par ZeniMax. MachineGames s'est renseigné sur le développement d'un nouveau jeu dans la série Wolfenstein ; le studio a visité id Software, qui a approuvé la demande de MachineGames pour un nouveau jeu Wolfenstein. Le studio décide d’ailleurs de relancer la série, après l’échec de Wolfenstein. En novembre 2010, la paperasse a été signée, permettant à MachineGames de développer leur premier jeu vidéo Wolfenstein: The New Order. Le développement préliminaire a duré environ trois ans.
L’aspect important du jeu est l'histoire alternative dans laquelle il se déroule, où les nazis ont remporté la Seconde Guerre mondiale. L'équipe a vu cet aspect comme une opportunité de tout créer à très grande échelle, avec très peu de limitations.

### Conception de gameplay
L'inspiration initiale pour Wolfenstein: The New Order est venue des jeux précédents de la franchise. Le concepteur de gameplay principal Andreas Öjerfors a déclaré que c'était le "combat immersif super intense" qui définissait les jeux précédents, alors MachineGames s'est assuré que cet élément était inclus dans le jeu. L'équipe de développement se réfère au jeu comme une "aventure d'action à la première personne", le nommant l'un des points déterminants uniques du jeu. "C'est le thème de David contre Goliath", a expliqué Öjerfors. "B.J. contre un empire mondial de nazis." Öjerfors a reconnu que de nombreux aspects du récit du jeu sont des éléments exagérés du parti nazi : "Les grands dirigeants que la vie, la technologie étrange, les expériences étranges". L'équipe considérait le jeu comme un "mélange de drame, de mystère et d'humour". Le directeur créatif Jens Matthies a expliqué qu'ils "prennent peut-être la franchise de tir à la première personne la plus emblématique de l'histoire et la poussent dans un nouveau monde étrange".
Wolfenstein: The New Order est le deuxième jeu à utiliser le moteur id Tech 5, après Rage. Le jeu utilise le moteur pour ajouter une grande quantité de détails au monde du jeu. L'équipe a souvent eu du mal à développer le jeu avec une définition de 1080p à 60 images par seconde, en particulier sur des environnements complexes "Nous l'avons toujours fait fonctionner d'une manière ou d'une autre", a déclaré Matthies. Il a déclaré que les principaux avantages du moteur sont la vitesse et les détails, tandis que son plus grand inconvénient est l'éclairage dynamique ; "d'autre part, le rendu de la lumière statique est vraiment génial, donc vous avez une radiosité totale et pouvez faire des choses vraiment spectaculaires en l'utilisant", a-t-il ajouté. L'artiste conceptuel principal Axel Torvenius a déclaré que l'une des principales inspirations pour la conception artistique du jeu était les films des années 1960, appelant les films de James Bond. La conception des nazis dans le jeu a été influencée par l'esthétique des nazis à la fin de la Seconde Guerre mondiale ; "elle est mélangée au style des années 1960 et aux idéaux de mode de la façon de s'exprimer visuellement", a expliqué Öjerfors. Ce point de vue est influencé par l'élément d'exagération, qui est commun tout au long de la conception du jeu et qui a été reconnu par l'équipe comme une source d'inspiration de développement. Les modèles de personnages peuvent être recouverts d'une texture jusqu'à 256k ; cependant, cela n'est pas souvent utilisé dans le jeu sur des personnages individuels, en raison de la difficulté de le voir à distance.
Wolfenstein: The New Order ne propose qu'un mode solo. L'équipe a estimé que la répartition de la concentration et des ressources entre un mode solo et un mode multijoueur en ligne serait moins efficace. Interrogé sur l'absence d'un mode multijoueur en ligne, Öjerfors a expliqué que la décision était simple. "Si nous pouvions prendre toute l'énergie et la sueur du studio et verser tout cela dans la campagne solo, cela nous donne les ressources pour faire quelque chose de très très cool, par rapport à si nous devions également détourner certaines de nos ressources vers le multijoueur." Le producteur Jerk Gustafsson a attribué le choix au style de jeu que l'équipe connaît, déclarant que MachineGames est "un studio solo".

### Personnages et cadre
L'équipe a tenté de développer des personnages qui offrent une expérience unique au jeu. "L'objectif général pour nous était de construire un ensemble de personnages vraiment intéressants avec lesquels nous voulions interagir", a déclaré Matthies. Ils se sont efforcés de relier les pensées et les actions de tous les personnages à l'expérience humaine, permettant aux joueurs de savoir "Pourquoi une personne fait ce qu'elle fait". Matthies estime que tous les personnages, en particulier les alliés, contiennent une certaine dimension de sa propre personnalité. "Ils sont une expression de quelque chose qui fait partie de moi que je pense être intéressant à explorer", a-t-il déclaré.
Le personnage jouable du jeu, William « B.J. » Blazkowicz, a déjà été présenté comme le protagoniste jouable de tous les jeux Wolfenstein. Lors du développement du personnage de Blazkowicz pour The New Order, MachineGames a pris en compte ses apparitions dans les jeux précédents de la série. En faisant cela, ils ont réalisé que le personnage ne s'était jamais vraiment développé tout au long des jeux ; "C'est juste le gars que vous jouez", a déclaré Pete Hines, vice-président des relations publiques et du marketing de Bethesda. L'équipe a découvert qu'ils étaient intéressés à explorer son histoire, ce dans quoi ils ont investi plus tard. Tout au long du jeu, Blazkowicz communique certaines de ses pensées intérieures à travers de courts monologues, dont beaucoup révèlent qu'il a été traumatisé par certaines de ses expériences. "Nous avons toujours aimé l'idée d'un héros d'action prototypique extérieur à une psychologie intérieure riche et vulnérable", a déclaré Matthies. L'une des plus grandes priorités de l'équipe lors du développement du personnage de Blazkowicz était de "révéler tout ce qui doit être révélé à Blazkowicz et au joueur" simultanément ; Matthies a estimé que, malgré la simplicité de ce concept, il est rarement utilisé dans les jeux. Avant de développer du jeu, l'équipe avait principalement travaillé sur des jeux impliquant des protagonistes anti-héros. Cependant, id Software souhaitait que Blazkowicz soit dépeint différemment dans le jeu. Matthies a déclaré : "Il est vraiment important de id que BJ soit un héros, et non un anti-héros". L'équipe a tenté de faire de Blazkowicz un personnage auquel les joueurs pouvaient s'identifier, car ils estimaient que les joueurs sont généralement incapables de s'identifier aux protagonistes du jeu vidéo. "L'objectif n'est pas d'avoir un protagoniste si neutre que vous pouvez vous projeter en lui, l'objectif est d'avoir un protagoniste si relatable que vous le devenez", a déclaré Matthies. Ils ont essayé de faire en sorte que les joueurs deviennent "émotionnellement synchronisés" avec Blazkowicz, en utilisant le choix de moralité dans le prologue du jeu pour le faire.
Wilhelm "Le Boucher" Strasse, le principal antagoniste du jeu, a déjà été présenté en tant qu'antagoniste de Return to Castle Wolfenstein et antagoniste principal de Wolfenstein. Pour The New Order, l'équipe a conclu son histoire ; pour le faire de manière efficace, ils voulaient trouver un angle intéressant pour le représenter : sa personnalité est pleine d'enthousiasme, et il apprécie la vie après son expérience de mort imminente dans le jeu précédent. Lors du développement des nazis, Matthies déclare que l'équipe "ne voulait pas les caricaturer", choisissant plutôt de les traiter sérieusement. Gideon Emery, qui a interprété Fergus Reid, a auditionné pour son rôle dans le jeu. Il a décrit Fergus comme "un soldat dur comme des clous, qui donne Blazkowicz à la fois un soutien et un moment assez difficile dans le processus". Matthies a estimé que Fergus est un type de figure paternelle pour Blazkowicz, et qu'il ne donne que du renforcement négatif. À l'inverse, il considérait Wyatt comme une "sorte de fils de substitution", car Blazkowicz est chargé d'être son protecteur et son mentor, et qu'il donne un renforcement positif. Max Hass a été inspiré par le personnage de Garp du roman de John Irving Le Monde selon Garp. "Max était le personnage le plus difficile à jouer, ce qui semble contre-intuitif parce que c'est un gars assez simple sur le papier, mais il a fallu un acteur formidable pour le faire et beaucoup de temps pour le trouver", a déclaré Matthies.

## Accueil

### Critiques
Wolfenstein: The New Order a reçu des critiques généralement favorables, selon l'agrégateur de critiques Metacritic.
Les mécanismes de combat du jeu ont été salués. Daniel Hindes de GameSpot a estimé que l'intensité et la variété du combat dans le jeu ont donné à la série "Une bouffée d'air frais", et pense qu'elle a réussi à répondre à ses attentes nostalgiques de la série. GamesRadar l'a qualifié de "satisfaisant". VideoGamer.com a fait l'éloge des mécanismes de tir et de furtivité du jeu, qualifiant le premier de "solide". De même, Hindes de GameSpot a noté que la furtivité était "simple mais efficace", et l'a nommée l'une des meilleures choses à propos du jeu. The Guardian a également appelé la furtivité, la qualifiant de "décente".

### Ventes
Une semaine après sa sortie, Wolfenstein: The New Order est devenu le deuxième jeu le plus vendu de 2014 au Royaume-Uni, derrière Titanfall. Le jeu a dominé les charts hebdomadaires britanniques au cours de sa première semaine, totalisant un quart de tous les jeux vendus dans la région et représentant 36 % des revenus. Selon MCV, c'était le 22e jeu le plus vendu de 2014 au Royaume-Uni. Aux États-Unis, le jeu a été le quatrième et le septième jeu le plus vendu de mai et juin 2014, respectivement. Le jeu a été classé cinquième et quatorzième jeu PlayStation 4 numérique le plus vendu de mai et juin 2014, respectivement. Au cours de sa première semaine au Japon, les versions PlayStation 3 et PlayStation 4 du jeu ont été placées dans les charts à la 15e et 8e, respectivement, vendant collectivement plus de 11 000 unités. En juin 2014, le jeu avait vendu près de 400 000 unités physiques en Europe, soit plus de 21 millions d'euros.

## Postérité
Un jeu servant de préquelle à Wolfenstein: The New Order, nommé Wolfenstein: The Old Blood, est sorti le 5 mai 2015.